# یواس‌اس بریرکلیف (آی‌ایکس-۳)
یواس‌اس بریرکلیف (آی‌ایکس-۳) (به انگلیسی: USS Briarcliff (IX-3)) یک کشتی بود که طول آن ۲۶۸ فوت (۸۲ متر) بود.